# Pidonia insperata
Pidonia insperata là một loài bọ cánh cứng trong họ Cerambycidae.